# Making Plans for Nigel
Singles de XTC
Life Begins at the Hop
(1979) Ten Feet Tall
(1980)
Making Plans for Nigel est une chanson du groupe britannique XTC parue en 1979 sur l'album Drums and Wires. Écrite par le bassiste Colin Moulding, elle devient le premier succès du groupe après sa sortie en 45 tours, atteignant la 17e place du hit-parade britannique.

## Musiciens
- Colin Moulding : basse, chant
- Andy Partridge : guitare, synthétiseur, chant
- Dave Gregory : guitare, chœurs
- Terry Chambers : batterie

## Reprises
- Burning Heads sur l'album Burning Heads (1992)
- Primus sur l'EP Miscellaneous Debris (1992)
- The Rembrandts sur l'album-hommage A Testimonial Dinner: The Songs of XTC (1995)
- Pitchshifter en face B du single Genius (1997)
- Robbie Williams en face B du single Old Before I Die (1997)
- Al Kooper sur l'album Rare & Well Done: The Greatest & Most Obscure Recordings (2001)
- Nouvelle Vague sur l'album Nouvelle Vague (2004)